# Зелен саламандър
Зелният саламандър (Aneides aeneus) е вид земноводно от семейство Plethodontidae. Видът е почти застрашен от изчезване.

## Разпространение
Разпространен е в САЩ.